# 汪浩 (景泰進士)
汪浩（1417年—？），字弘初，湖廣荊州府石首縣人，民籍，明朝政治人物。進士出身。

## 生平
湖廣鄉試第三名。景泰二年（1451年）辛未科會試第一百三十六名，殿試登進士第二甲第三十四名。景泰三年閏九月擢授南京大理寺右寺副，天順四年（1460年）三月升四川按察司佥事，八年十月升都察院右佥都御史、巡抚四州地方，平反贼赵铎，成化元年（1465年）十月进左佥都御史，三年五月以平四川戎县蛮功，升右副都御史，五年七月与四川总兵官右都督芮成互相攻讦，被逮问，六年正月勘實，以汪浩酷暴，杖死人命数多，免赎谪戍独石卫。著有《平西録》。

## 家族
曾祖汪必通。祖父汪嗣宗。父亲汪信。